# Ik spring weer over de plassen
Ik spring weer over plassen (Tsjechisch: Už zase skáču přes kaluže) is een Tsjecho-Slowaakse kinderfilm uit 1970 onder regie van Karel Kachyňa.

## Verhaal
De 10-jarige Adam is een zeer goede ruiter. Dan krijgt hij echter kinderverlamming. Hij leert op krukken lopen in het ziekenhuis. De buurjongens helpen hem op de rug van zijn paard. Op een dag doet hij zijn intrede in het dorp. Hij wekt er ieders verbazing.

## Rolverdeling
| Acteur            | Personage |
| ----------------- | --------- |
| Vladimír Dlouhý   | Adam      |
| Zdena Hadrbolcová | Moeder    |